# Leone II (imperatore)
Leone II (latino: Leo; 467 – Costantinopoli, 17 novembre 474) è stato un imperatore romano dal 3 febbraio 474 fino alla sua morte.
Leone II era il figlio di Zenone e di Ariadne, figlia dell'imperatore Leone I e Verina. Il 25 ottobre 473, Leone I nominò Cesare il proprio nipote; il 18 gennaio dell'anno successivo, Leone I morì; se Leone II non era stato già proclamato Augusto da suo nonno, lo divenne in quel momento. Poiché Leone II aveva appena sette anni, ed era quindi troppo giovane per governare da solo, Ariadne e sua madre Verina lo convinsero a incoronare suo padre Zenone co-imperatore, cosa che avvenne il 9 febbraio 474. Quando Leone II si ammalò e morì, il 17 novembre di quello stesso anno, Zenone divenne il solo imperatore.

## Biografia

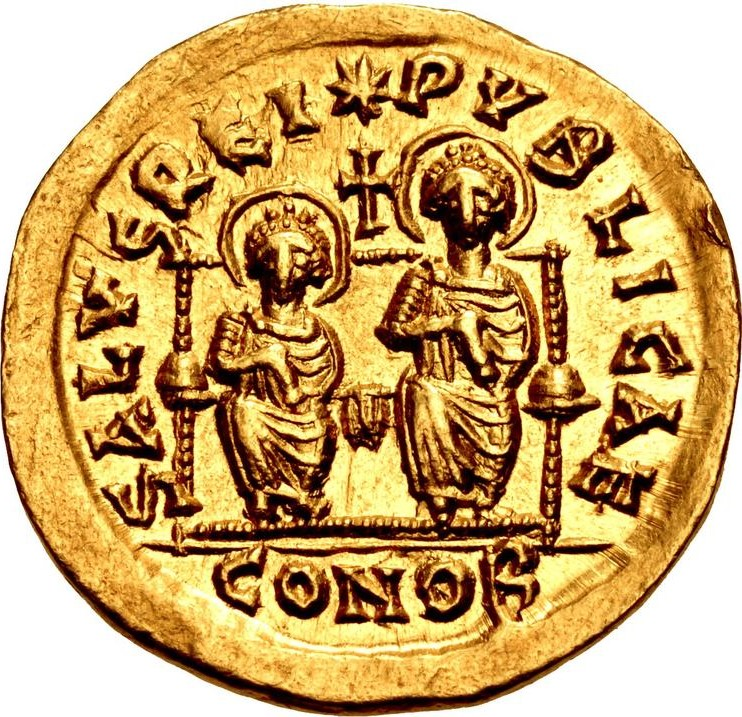
Solidus di Leone II, raffigurante Leone e Zenone in trono e muniti di aureola e di mappa, con la scritta: ' ("il benessere dello stato")

Leone II, detto "il Giovane", nacque nel 467, figlio di Zenone, generale isaurico, e di Ariadne. I suoi nonni materni erano l'imperatore regnante Leone I e l'imperatrice Verina. In quanto nipote (abiatico) di Leone I, Leone II aveva elevate probabilità di succedergli al trono. Leone I, la cui salute si stava deteriorando gradualmente ma inesorabilmente, si risolse a designare un successore ma scartò il genero per via dell'impopolarità di quest'ultimo. Di conseguenza, Leone II fu proclamato caesar (erede al trono) dal nonno Leone I nell'ottobre 472, e fu successivamente innalzato al rango di augustus (sempre da Leone I) nel novembre 473, rendendolo co-imperatore insieme al nonno. Fu incoronato nell'ippodromo di Costantinopoli, e la cerimonia era presieduta dal patriarca ecumenico Acacio. Il De Ceremoniis del X secolo fornisce un resoconto dettagliato della sua incoronazione ad augustus, che viene datata al 17 novembre 473. Intorno allo stesso tempo fu designato quale unico console per l'anno 474.
Leone I morì di dissenteria il 18 gennaio 474, al che Leone II divenne imperatore unico. Il 29 gennaio 474, il senato bizantino, con l'approvazione dell'impratrice Verina, associò al trono suo padre Zenone rendendolo co-augustus, in quanto Leone era troppo giovane per firmare documenti ufficiali. Lo storico Warren Treadgold afferma che, a causa della minore età del figlio Leone II, era Zenone a reggere lo stato da dietro le quinte. Leone II si spense a Costantinopoli qualche tempo dopo il 10 ottobre 474. Il cronista del VI secolo Giovanni Malala afferma che il suo regno durò "1 anno e 23 giorni", che, facendo partire il conteggio dall'incoronazione ad augustus, implicherebbe che morì in data 8/9 dicembre. Tuttavia il suddetto cronista, contraddicendosi, afferma anche che Leone morì nel "Novembre della tredicesima indizione... come è stato scritto dal dottissimo Nestoriano, la cui cronaca termina con Leone". Teodoro Lettore, un altro storico del VI secolo, afferma che Leone II morì dopo un regno di dieci mesi, cioè dal gennaio al novembre 474. Ciò è confermato anche dal cronista del IX secolo Teofane Confessore. Il bizantinista del XX secolo Georg Ostrogorsky, prudentemente, si limitò ad affermare che Leone II si spense nell'autunno del 474. Al momento della morte Leone II aveva sette anni, come affermato dagli scrittori del VI secolo Giovanni Malala e Giovanni da Efeso. La morte di Leone II rese Zenone imperatore unico.
La tempestività della morte ha indotto alcuni studiosi moderni a congetturare che fosse stato avvelenato o dalla madre o dal padre per permettere a Zenone di diventare imperatore unico. Tuttavia, nessuna fonte coeva sollevò tale sospetto malgrado l'impopolarità di Zenone, per cui è ritenuto probabile che la morte di Leone II fosse dovuta a cause naturali, soprattutto se si prende in considerazione l'elevata mortalità infantile dell'epoca. Vittore di Tunnuna, un cronista del VI secolo, afferma che Leone II in realtà non morì in tenera età, ma fu nascosto da Ariadne in un monastero. Tuttavia si tratta probabilmente di una confusione con Basilisco, figlio del comandante bizantino Armazio. Basilisco fu incoronato caesar nel 476 e rischiò di essere giustiziato nel 477 dopo che il padre era stato assassinato da Zenone, ma fu salvato da Ariadne. La confusione, probabilmente, si è originata dal fatto che Basilisco fu ribattezzato Leone per evitare di essere associato con l'omonimo usurpatore che aveva tentato di detronizzare Zenone.